# Stasimopus gigas
Stasimopus gigas là một loài nhện trong họ Ctenizidae. S. gigas được miêu tả năm 1915 bởi J. Hewitt.